# Microlaimus setosus
Microlaimus setosus är en rundmaskart som beskrevs av Hoeppli 1926. Microlaimus setosus ingår i släktet Microlaimus och familjen Microlaimidae. Inga underarter finns listade i Catalogue of Life.